# Трава (ТВ серија)
Трава (енгл. Weeds) америчка је телевизијска серија коју је створила Џенџи Коан за Showtime. Говори о Ненси Ботвин (Мери-Луиз Паркер), удовици и мајци два дечака која почиње да продаје марихуану како би издржавала своју породицу.
Када је почела с приказивањем, остварила је највећу гледаност на кабловком каналу Showtime. Године 2012. TV Guide Network купио је права за приказивање и бесплатно обезбедио цензурисану верзију серије. Освојила је бројне награде, укључујући две награде Еми, две награде Сателит и једну награду Златни глобус.

## Радња
У богатом предграђу Лос Анђелеса, породица Ботвин живи срећним животом све док глава породице, Џуда, изненада не умре за време џогинга. Његова суприга Ненси Ботвин се тада нађе у незавидној ситуацији јер мора преузети његову улогу. Она се окреће једином логичном решењу — почиње продавату марихуану. Ненси дрогу купује од Хејле Џејмс, велике кријумчарке коју је упознала преко њеног нећака Конрада, а продаје је, наизглед, свима у округу јер јој залихе врло брзо пресуше.
Схвативши како јој требају и кућна плантажа марихуане и добар параван за цели посао, Ненси уз помоћ свог рачуновође и муштерије, Дага Вилсона, отвара праву пекару у којој упућеним купцима продаје марихуану. Истовремено, њен син Сајлас почиње излазити с глувом Меган, а други син Шејн, сведок очеве смрти, почиње се понашати све чудније. Врхунац достиже када друго дете угризе за ногу за време турнира у борилачким вештинама. Покушавајући да изглади ситуацију, Ненси ће се упознати с оцем повређеног детета, Питером Скотсоном, с којим ће ускоро почети и да се забљвља, а који није онај каквим се представља. Услед свих промена у дотад мирном и досадном животу, Ненси се спријатељује са Силијом Хоудс, маничном и манипулативном женом опседнутом својим изгледом, која се никако не слаже са својим супругом Дином, као ни ћерком Квин, бившом Сајласовом девојком, коју шаље на школовање у Мексико. Иако потпуно различите, Ненси и Силија ће склопити чврсто и трајно пријатељство.

## Улоге
| Глумац            | Улога                 |
| ----------------- | --------------------- |
| Мери-Луиз Паркер  | Ненси Ботвин          |
| Џастин Кирк       | Енди Ботвин           |
| Хантер Париш      | Сајлас Ботвин         |
| Александер Гулд   | Шејн Ботвин           |
| Кевин Нилон       | Даг Вилсон            |
| Елизабет Перкинс  | Силија Хоудс          |
| Романи Малко      | Конрад Шепард         |
| Тони Патано       | Хејла Џејмс           |
| Индиго            | Венита Џејмс          |
| Рене Виктор       | Лупита                |
| Шошана Стерн      | Меган Грејвс          |
| Мартин Донован    | Питер Скотсон         |
| Али Грант         | Изабел Хоудс          |
| Енди Мидлер       | Дин Хоудс             |
| Фацо-Фасано       | Марвин                |
| Пејџ Кенеди       | Луис Вордел           |
| Метју Модин       | Саливан Гроф          |
| Џек Стелин        | Рој Тил               |
| Хемки Мадера      | Игнасио Мореро        |
| Демијан Бичир     | Естебан Рејес         |
| Гиљермо Дијаз     | Гиљермо Гарсија Гомез |
| Матеус Ворд       | Стиви Реј Ботвин      |
| Кејт дел Кастиљо  | Пилар Зуазо           |
| Џенифер Џејсон Ли | Џил Прајс Гејл        |
| Рејчел Пејс       | Шејла Греј            |
| Аманда Пејс       | Тејлор Греј           |

## Епизоде
| Сезона | Сезона | Епизоде | Епизоде | Оригинално емитовање | Оригинално емитовање |
| Сезона | Сезона | Епизоде | Епизоде | Премијера            | Финале               |
| ------ | ------ | ------- | ------- | -------------------- | -------------------- |
|        | 1.     | 10      | 10      | 8. август 2005.      | 10. октобар 2005.    |
|        | 2.     | 12      | 12      | 14. август 2006.     | 30. октобар 2006.    |
|        | 3.     | 15      | 15      | 13. август 2007.     | 19. новембар 2007.   |
|        | 4.     | 13      | 13      | 16. јун 2008.        | 15. септембар 2008.  |
|        | 5.     | 13      | 13      | 8. јун 2009.         | 31. август 2009.     |
|        | 6.     | 13      | 13      | 16. август 2010.     | 15. новембар 2010.   |
|        | 7.     | 13      | 13      | 27. јун 2011.        | 26. септембар 2011.  |
|        | 8.     | 13      | 13      | 1. јул 2012.         | 16. септембар 2012.  |